# Mary Wright-Shannon
Mary Wright-Shannon (née Mary Shannon le 12 février 1944), est une pongiste britannique.
Elle a remporté plusieurs médailles lors des Championnats du monde et des championnats d'Europe entre 1962 et 1970. Médaille d'or en double en 1962 et 1964, elle a fait partie de l'équipe nationale britannique vainqueur en 1964. Elle s'est mariée en 1965 avec Brian Wright, son partenaire en double mixte.